# Peter Freuchen
Lorenz Peter Elfred Freuchen, cunoscut mai ales ca Peter Freuchen (n. 20 februarie 1886, Nykøbing Falster - d. 2 septembrie 1957, Alaska, Statele Unite), a fost autor, antropolog, jurnalist și explorator danez, care împreună cu cercetătorul polar, antropologul și fondatorul eschimologiei, danezul Knud Rasmussen, au fondat stația de explorare de la Qaanaaq (fosta Thule) în 1910. Pe lângă expedițiile sa arctice, numite generic Expedițiile Thule, Freuchen a mai vizitat America de Sud, Africa de Sud și Siberia.

## Biografie

### Viață personală
Freuchen s-a născut în localiatea Nykøbing Falster, Danemarca, ca fiu al Anne-i Petrine Frederikke (născută Rasmussen; 1862 – 1945), casnică, și al lui Lorentz Benzon Freuchen (1859 – 1927), om de afaceri. Copilul a fost botezat la biserica locală. A urmat școli locale și apoi cursurile en  Universității din Copenhaga, unde a studiat medicina.
Freuchen a locuit mulți ani în Qaanaaq, numele nativ a ceea ce fusese numit de către danezi Thule, locuind cu inuiții, populația locală nativă. Prima sa soție, Navarana Mequpaluk (cu care a avut doi copii, un băiat și o fată) era eschimosă nativă Inuit. Cu Navarana a fost căsătorit din 1911 până la decesul acesteia, survenit în 1921 (ca un fatal efect târziu al „gripei spaniole”). Cei doi au avut doi copii, un băiat numit Mequsaq Avataq Igimaqssusuktoranguapaluk (1916 - c. 1962) și o fată, Pipaluk Jette Tukuminguaq Kasaluk Palika Hager (1918 – 1999), devenită mai târziu scriitoare suedeză, cunoscută literar ca Pipaluk Freuchen.
Peter Freuchen  a fost căsătorit de trei ori. Cel de-al doilea mariaj a fost cu Magdalene Vang Lauridsen (1881–1960), fiica lui Johannes Peter Lauridsen (1847-1920), om de afaceri danez și director general al da  Danmarks Nationalbank, Banca Națională a Danemarcei. Mariajul a durat între 1924 și 1944. În 1945, s-a căsătorit, pentru a treia oară, cu artista plastică și ilustratoarea de modă daneză en  Dagmar Cohn (1907–1991), cu care a fost căsătorit până la decesul său survenit în 1957.

### Carieră
În 1906, Freuchen a participat la prima sa expediție din Groenlanda, fiind unul din membri acelei expediții faimoase, cunoscută ca da  Danmark-ekspeditionen - Expediția daneză (1906 - 1908, condusă de  Ludvig Mylius-Erichsen). Între 1910 și 1924, a participat la mai multe expediții, adesea ca partener al cunoscutului explorator polar Knud Rasmussen, prieten de-al său. Împreună cu Rasmussen a traversat, în premieră, banchiza de gheață a Groenlandei, care acoperă aproximativ 79% din suprafața celei mai mari insule a Terrei.
În 1910, Knud Rasmussen și Peter Freuchen au înființat „stația de tranzacționare” (trade post) numită Thule la en  Cape York (loc cunoscut azi ca Pituffik sau Uummannaq), Groenlanda, ca baza lor de expediții polare. Numele Thule a fost ales pentru că a fost cel mai nordic post comercial din lume, literalmente „ Ultima Thule.  Stația de tranzacționare Thule a devenit baza pentru o serie de șapte expediții, cunoscute sub numele de   Expediții Thule , între 1912 și 1933.
În 1935, Freuchen a vizitat Africa de Sud, iar peste câțiva ani a vizitat Siberia.

### Ultimii ani
Freuchen și ultima sa soție, Dagmar, au locuit în New York City, dar au avut o a doua casă în localitatea Noak din statul  Connecticut.
Prefața ultimei cărți scrise, Book of the Seven Seas - Cartea celor șapte mări, este datată 30 august 1957, în Noank. Freuchter a decedat câteva zile mai târziu la baza aeriană en  Elmendorf Air Force Base din Anchorage, statul Alaska. Conform dorinței sale, a fost incinerat, iar cenușa sa a fost împrăștiată pe celebra colină, numită Mount Dundas, aflată în apropiere de Thule.

## Onoruri și premii
- Membru al Societății Regale Daneze de Geografie — da  Det Kongelige Danske Geografiske Selskab
- Membru al Societății Americane de Geografie — en  American Geographical Society.[12]
- 1921 - Hans Egede Medal from the Royal Danish Geographical Society [15]

Locurile cunoscute ca Freuchen Land și Navarana Fjord au fost denumite după el și prima sa soție.

## Premii literare
- 1938 - Sophus Michaëlis' Legat[16]
- 1954 - Herman Bangs Mindelegat[17]
- 1955- Kaptajn H.C. Lundgreens Legat[18]

## Opera literară

### Ediție comemorativă
- 1934 — Mindeudgave, autori Knud Rasmussen (împreună cu Peter Freuchen, Therkel Mathiassen și Kaj Birket-Smith), Ediție comemorativă a lucrărilor științifice scrise separat și în colaborare de cei patru autori

### Non-ficțiune
- 1927 — Grønland, land og folk (fagbog) - Groenlanda, țară și oameni (carte de călătorie)
- 1935 — Flugten til Sydamerika - Zborul spre America de Sud (memorialistică)
- 1935 — Arctic Adventure: My Life in the Frozen North - Aventura arctică, viața mea în nordul înghețat (memorialistică), Farrar & Rinehart, New York, Toronto, Copyright 1935
- 1954 — Ice Floes and Flaming Water - Flori de gheață și ape în flăcări, tradusă în română sub titlul de Vânătorii din Golful Melville,  Editura Științifică, București, 1963, traducerea Șerban Andronescu, coperta și ilustrațiile Tiberiu Nicorescu

### Ficțiune
- 1927 — Storfanger - Marele prizonier, (roman)
- 1928 — Rømningsmand - Dezertorul, (roman)
- 1929 — Nordkaper,  - Balena din Atlanticul de Nord (roman)
- 1930 — Ivalu - Ivalu, femeia eschimosă (roman)

### Traduceri în limba română
- Vânătorii din Golful Melville - traducerea lucrării Ice Floes and Flaming Water , 1954, Editura Iulian Messner, Inc., New York City — apărută în română la Editura Științifică, București, 1963, traducerea Șerban Andronescu, coperta și ilustrațiile Tiberiu Nicorescu